# Guarda Nacional de Maryland

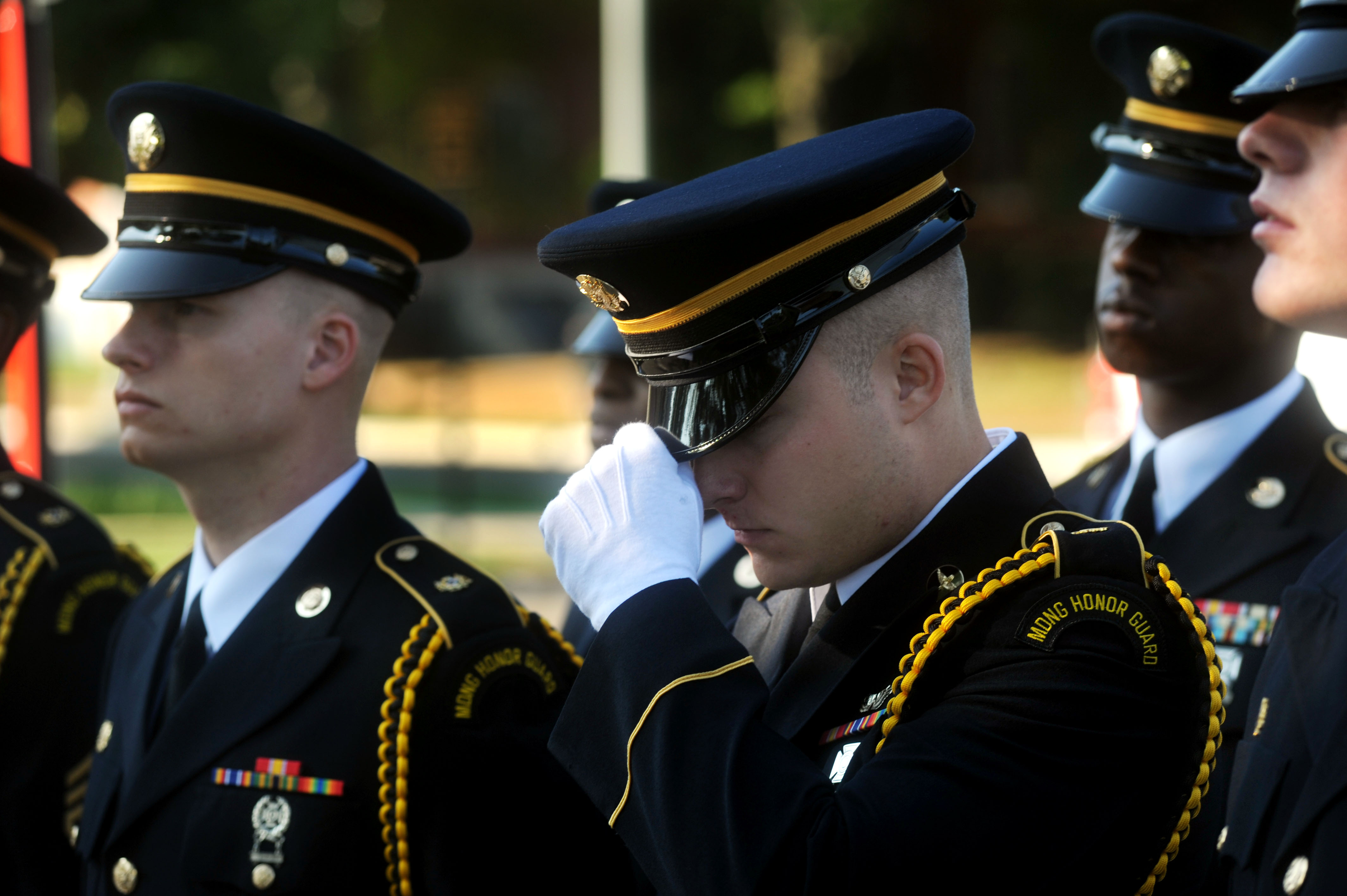
Um membro da equipe da Guarda de Honra da Guarda Nacional do Exército de Maryland ajusta sua cobertura antes de competir no evento de honras fúnebres militares durante a Competição de Guarda de Honra da Guarda Nacional do Exército de 2009

A Guarda Nacional do Exército de Maryland ( MD ARNG) é o componente do Exército dos Estados Unidos do estado americano de Maryland . Está sediado no antigo 5° Regimento blindado na interseção da North Howard Street, 29th Division Street, perto do Martin Luther King Jr. Boulevard em Baltimore e tem unidades adicionais atribuídas e aquarteladas em vários arsenais regionais, bases / acampamentos e outras instalações em todo o o Estado.

## Itens Heráldicos
- Descrição: Em um disco preto 23⁄4 polegadas (6,99 cm) de diâmetro dentro de 1/8 polegada (0,32 cm) borda dourada, o escudo do Grande Selo de Maryland Própria (1º e 4º quartéis, amarelo e preto; 2º e 3º quartéis, branco e vermelho).
- Fundo:

1. A insígnia da manga do ombro foi originalmente aprovada para a Sede e Destacamento da Sede em 1949-03-08.
2. Foi redesignado com descrição alterada para Sede, Comando de Área do Estado, Guarda Nacional do Exército de Maryland em 1983-12-30.

### Insígnia de Unidade Distinta
- Descrição: Um dispositivo de metal e esmalte de cor dourada 7/8 polegada (2,22 cm) de altura e 1 polegada (2,54 cm) largo geral composto pelo escudo, coroa, apoiantes e rolagem de lema e lema da conquista heráldica completa de Lord Baltimore, conforme delineado no verso do selo oficial do Estado de Maryland e brasonado da seguinte forma:
- Escudo (descrição da linguagem heráldica):

1. Trimestral I e IV, paly de seis peças Ou (ouro) e Sable (preto) uma dobra trocada; trimestral II e III, trimestral Argent (prata) e Gules (vermelho) um fundo cruzado contraposto.
2. Acima do escudo uma coroa de conde.

- Apoiadores: Dexter, um lavrador Apropriado, segurando uma pá na mão hábil. Sinistro, um bom pescador, segurando um peixe na mão sinistra.
- Rolo de Lema: Um pergaminho dobrado em quatro seções ondulantes e com a inscrição "FATTI MASCHII PAROLE FEMININO" ( latim : "Ações são viris, palavras são femininas") todo em ouro.
- Simbolismo:

1. O primeiro e quarto quartos (dourado e preto) do escudo são os braços da família Calvert e o segundo e terceiro quartos (prata (branco) e vermelho) são os da "família Crossland" que Cecilius Calvert, Segundo Lord Baltimore, (1605-1675), herdado do lado materno da família com a avó, Alicia Crossland, esposa de Leonard Calvert, pai de Sir George Calvert, (1579-1632), o primeiro Lord Baltimore, e recebedor da primeira concessão de terras e carta para a recém-criada província colonial de Maryland do rei Carlos I do Reino da Inglaterra em 1632, mas morreu antes que a colônia fosse estabelecida e estabelecida em 1634.
2. A coroa do conde acima do escudo indica que, embora Calvert fosse apenas um barão na Inglaterra, ele era considerado do mais alto grau nobre de um conde ou " conde palatino " em Maryland.

- Fundo:

1. A insígnia de unidade distintiva foi originalmente aprovada para o Quartel-General e o Destacamento do Quartel-General e unidades de rolamento sem cor da Guarda Nacional do Exército de Maryland em 09/04/1971.
2. Foi alterado para corrigir a ortografia do lema em 1971-06-08.
3. A insígnia foi redesignada a partir de 1982-10-01 para o Quartel-General, Comando de Área do Estado, Guarda Nacional do Exército de Maryland.
4. A insígnia da unidade distintiva foi alterada para corrigir a ortografia do lema em 2001-12-07.

### Crista
- Descrição: Isso para regimentos e batalhões separados da Guarda Nacional do Exército de Maryland: De uma coroa de cores, uma cruz bottony por cruz trimestral Gules e Argent.
- Simbolismo: A crista e o cantão são das armas de Lord Baltimore e apareceram no selo da Província de Maryland provavelmente já em 1648.
- Antecedentes: O brasão foi aprovado para organizações de cores do Estado de Maryland em 1924-01-11.
- Nota: Este brasão é aplicado no topo de todas as insígnias de unidade distintivas da Guarda Nacional de Maryland para formar o brasão de armas da unidade.

## Organização
A Guarda Nacional do Exército de Maryland está organizada em vários comandos subordinados principais: a 58ª Brigada de Inteligência Militar Expedicionária; a Brigada de Aviação de Combate, 29ª Divisão de Infantaria; o 70º Regimento, uma unidade de treinamento; e o 58º Comando de Tropas. Os MSCs se reportam ao Ajudante-Geral Adjunto do Exército (TAAG-Exército), que por sua vez se reporta ao Ajudante-Geral (TAG). Ambos os oficiais são nomeados pelo governador .

## História

### Milícia Colonial
A Guarda Nacional de Maryland traça suas raízes através da antiga milícia colonial e estadual até março de 1634, com o desembarque de dois capitães da milícia inglesa dos dois navios expedicionários do assentamento, o "Ark" e o "Dove" na costa norte de o rio Potomac perto da confluência com a Baía de Chesapeake na primeira capital da província, a cidade de St. Mary's, mais tarde no condado de St. Mary's . Tem uma longa e ilustre história.

### Guerra Revolucionária Americana
Durante a Revolução Americana, membros da "Linha Maryland" repetidamente atacaram uma força britânica muito superior na Batalha de Long Island, ganhando tempo para o Exército Continental escapar. É a partir deste incidente que Maryland tira um de seus apelidos oficiais, "The Old Line State (O velho estado da linha)". Esta foi a primeira vez que o exército americano usou a baioneta em combate. Mais tarde na guerra, a milícia de Maryland fez uma série de cargas adicionais de baioneta, inclusive em Cowpens, onde sua carga transformou a derrota iminente em vitória, e em Guilford Courthouse, onde forçaram a elite da Guarda de Infantaria britânica a recuar.

### Guerra de 1812
Durante a Guerra de 1812, a milícia de Maryland manteve a linha na Batalha de North Point em 1814, comandada pelo Brigadeiro General John Stricker . Lá, eles detiveram o ataque britânico por duas horas, tempo suficiente para a defesa de Baltimore ser reforçada. As forças britânicas, muitas das quais eram veteranas das Guerras Napoleônicas, sofreram cerca de 300 baixas e, embora os americanos tenham se retirado do campo em North Point, os britânicos acabariam voltando em vez de tentar um ataque às defesas americanas em Baltimore. Nem todos os regimentos de milícias atuaram com igual distinção. O 51º, e alguns membros do 39º, quebraram e correram sob o fogo. No entanto, os dias 5 e 27 mantiveram-se firmes e conseguiram recuar em ordem, infligindo baixas significativas ao inimigo que avançava. A 175ª Infantaria (ARNG MD), derivada do 5º Regimento, é uma das apenas dezenove unidades da Guarda Nacional do Exército com crédito de campanha para a Guerra de 1812 .

### guerra civil Americana

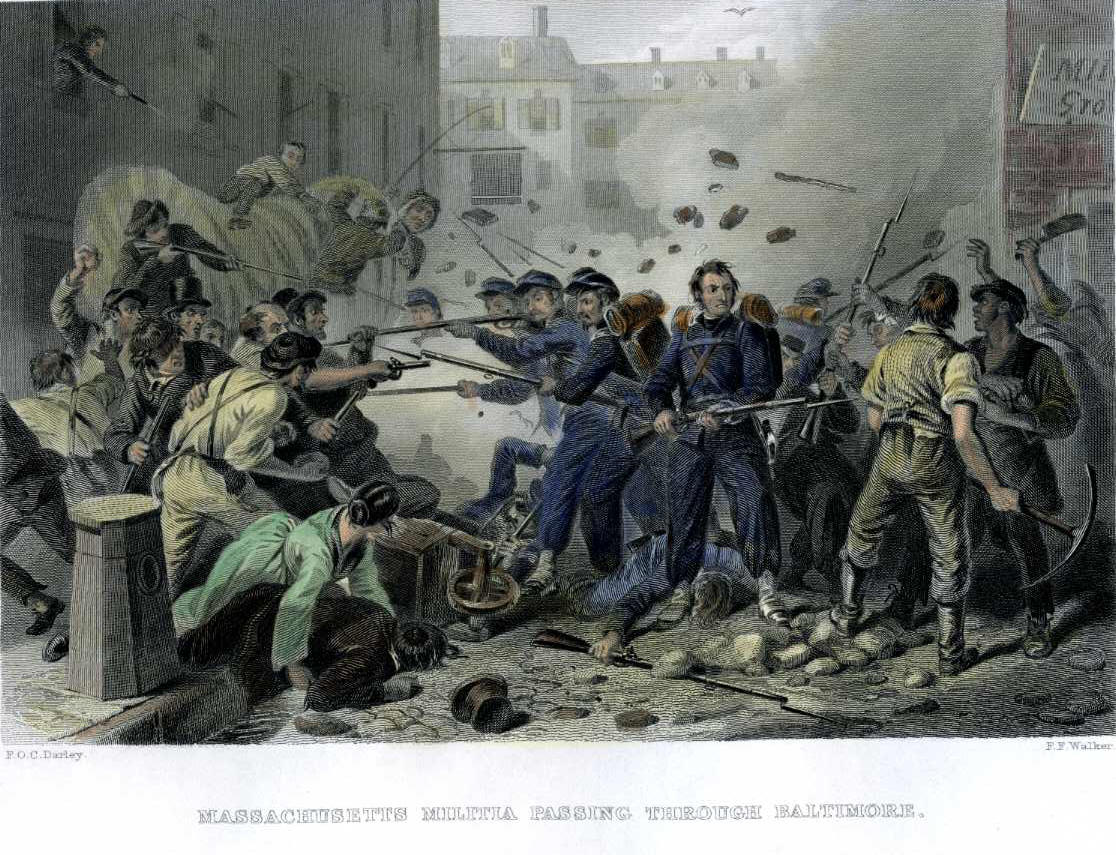
O motim de Baltimore de 1861

De 1841 a 1861, o general sênior da milícia foi o major-general George H. Steuart, comandante da Primeira Divisão Ligeira. Até a Guerra Civil, ele seria o comandante sênior dos Voluntários de Maryland.
Em 1833, vários regimentos de Baltimore foram formados em uma brigada, e Steuart foi promovido de coronel a general de brigada. De 1841 a 1861 foi Comandante da Primeira Divisão Ligeira da Milícia Voluntária de Maryland. Até a Guerra Civil ele seria o Comandante-em-Chefe dos Voluntários de Maryland. A Primeira Divisão Ligeira era composta por duas brigadas: a 1ª Brigada Ligeira e a 2ª Brigada. A Primeira Brigada consistia no 1º Regimento de Cavalaria, 1º Artilharia e 5º Regimento de Infantaria. A 2ª Brigada era composta pelo 1º Regimento de Rifles e pelo 53º Regimento de Infantaria, e pelo Batalhão de Guardas da Cidade de Baltimore.
Em abril de 1861, ficou claro que a guerra era inevitável. Em 16 de abril, o filho de Steuart, George H. Steuart, então oficial do Exército dos Estados Unidos, renunciou à comissão de capitão para se juntar à Confederação. Em 19 de abril, Baltimore foi interrompida por tumultos, durante os quais simpatizantes do sul atacaram as tropas da União que passavam pela cidade por via férrea. O filho de Steuart comandou uma das milícias da cidade de Baltimore durante os distúrbios de abril de 1861, após os quais as tropas federais ocuparam a cidade. Em uma carta ao pai, o jovem Steuart escreveu:
"Eu não encontrei nada além de desgosto em minhas observações ao longo do caminho e no lugar que vim - uma grande maioria da população é insana com a ideia de lealdade à União e a legislatura é tão diminuída e pouco confiável que me regozijei ao ouvir que eles pretendiam adiar... parece que estamos condenados a ser pisados por essas tropas que tomaram posse militar de nosso Estado e parecem determinadas a cometer todos os ultrajes de um exército invasor."
O próprio Steuart simpatizava fortemente com a Confederação e, talvez sabendo disso, o governador Hicks não convocou a milícia para reprimir os distúrbios. Em 13 de maio de 1861, as tropas da União ocuparam o estado, restabelecendo a ordem e impedindo um voto a favor da secessão do sul. Steuart mudou-se para o sul durante a Guerra Civil Americana, e grande parte da propriedade do general foi confiscada pelo Governo Federal como consequência. Old Steuart Hall foi confiscado pelo Exército da União e Jarvis Hospital foi erguido na propriedade, para cuidar de feridos federais. No entanto, muitos membros da recém-formada Linha Maryland no exército confederado seriam retirados da milícia estadual.
As unidades da milícia de Maryland lutaram em ambos os lados da Guerra Civil . Na Batalha de Front Royal, a 1ª Maryland da União foi engajada e derrotada pela Confederada 1ª Maryland . A linhagem da 1º Maryland confederada é perpetuada pelo 175º Regimento de Infantaria, cuja linhagem remonta a 1774.

### Grande Greve Ferroviária de 1877

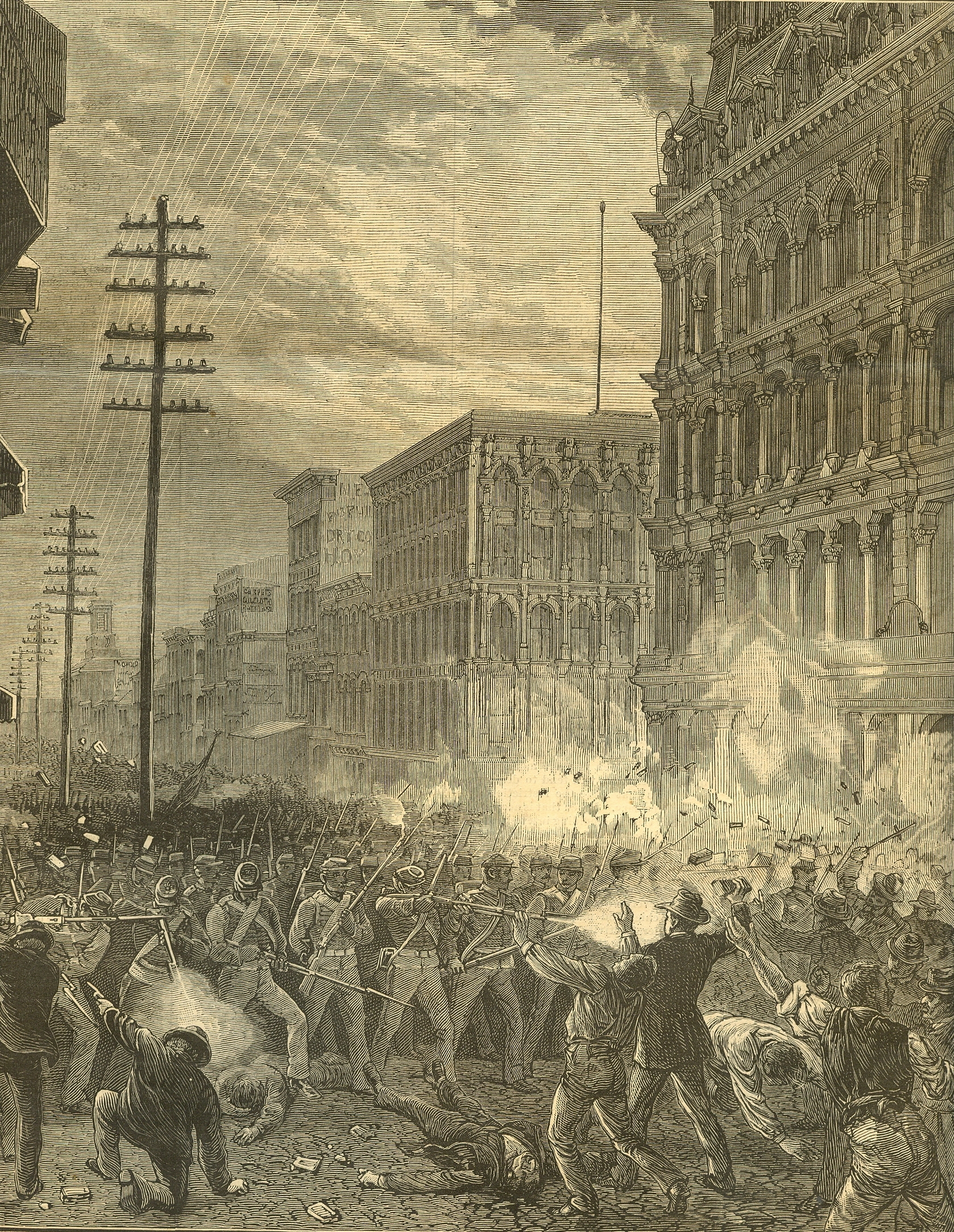
Tropas do 6º Regimento lutando em Baltimore, Maryland, 20 de julho de 1877

Durante a Grande Greve Ferroviária de 1877, em 20 de julho o governador Carroll convocou os 5º e 6º Regimentos de Baltimore para impedir que grevistas em Cumberland interrompam o serviço ferroviário. Enquanto marchavam de seus arsenais para um trem da Baltimore and Ohio Railroad na estação de Camden, uma multidão armada atacou as tropas. O 6º Regimento disparou contra a multidão, matando 10 e ferindo 25, e vários membros de ambos os regimentos foram feridos por pedras e tijolos. As tropas foram então cercadas por 15.000 manifestantes dentro de Camden Yards até a chegada das tropas federais em Baltimore. O prédio, agora parte do estádio de beisebol Camden Yards, ainda tem buracos de balas de manifestantes atirando em tropas dentro.

### Incursões na fronteira mexicana de 1916
Em resposta aos ataques transfronteiriços de Pancho Villa, a Guarda Nacional de Maryland foi convocada em 1916 e implantada por sete meses na cidade de Eagle Pass, Texas, na fronteira mexicana.

### Primeira Guerra Mundial
Durante a Primeira Guerra Mundial, a maioria das tropas da Guarda Nacional de Maryland serviu como parte da 29ª Divisão, e seus créditos de campanha incluem Meuse-Argonne . Além disso, a 1ª Companhia Separada, uma unidade totalmente negra, serviu como parte do 372º Regimento de Infantaria, embora ostensivamente atribuída à 93ª Divisão, na verdade lutou sob controle francês. Uma das unidades mais tempo mobilizadas da Guarda Nacional de Maryland durante a guerra foi a 117ª Bateria de Morteiros de Trincheira, que serviu sob a 42ª Divisão de outubro de 1917 até o final da guerra. Foi a primeira unidade de Maryland a entrar em combate e participou de todas as principais batalhas da AEF durante esse período.

### Segunda Guerra Mundial
A Segunda Guerra Mundial também viu a mobilização da Guarda Nacional de Maryland. Mais uma vez, a maioria foi designada para a 29ª Divisão de Infantaria, onde participou dos desembarques do Dia D e abriu caminho pela França e Alemanha. Em 1945, eles deixaram de ser a primeira unidade a se unir ao Exército Vermelho Soviético no rio Elba por questão de horas.

### Guerra da Coreia
A Guarda Nacional de Maryland tinha muito poucas tropas mobilizadas para a Guerra da Coréia, mas aquelas que foram desempenhadas um papel importante. O 231º Batalhão de Caminhões de Transporte foi a primeira unidade da Guarda Nacional a desembarcar na Coréia e foi imediatamente utilizada para manter o fluxo de suprimentos dentro do Perímetro de Pusan. Originalmente uma unidade segregada e totalmente negra, a 231ª foi integrada durante este serviço na Coréia, apenas para ser novamente segregada quando retornou ao status de estado.

### Guerra Fria
Embora nenhuma unidade da Guarda Nacional do Exército de Maryland tenha servido no Vietnã do Sul, a Guarda do Exército de Maryland desempenhou um papel significativo durante a Guerra Fria . Em todo o estado, as baterias de mísseis da Nike, armadas com ogivas nucleares, foram operadas pela Guarda Nacional de Maryland para defender a área da Capital Nacional dos bombardeiros soviéticos de meados da década de 1950 até o início da década de 1970. As tropas da Guarda Nacional de Maryland também foram ocupadas com o dever de controle de distúrbios nos anos 1960 e início dos anos 1970, principalmente durante os distúrbios de Baltimore de 1968, os distúrbios de Salisbury de maio de 1968, os distúrbios estudantis da Universidade de Maryland de 1970-72 e o Cambridge Motins de 1963 e 1967 .

#### Guerra do Golfo Pérsico
As 200º e 290º Companhias de Polícia Militar e 1229º transporte - Novembro de 1990 - abril de 1991 - implantados na Arábia Saudita perto da fronteira com o Iraque em apoio às Operações Tempestade/Escudo do deserto.

### Guerra Mundial contra o Terrorismo
Desde os ataques de 11 de setembro, a Guarda Nacional do Exército de Maryland mobilizou várias unidades, incluindo a 58ª Brigada de Combate de Infantaria, para serviço no Iraque; Afeganistão; Baía de Guantánamo, Cuba; e Kosovo. Os guardas do 115º Batalhão de Polícia Militar estavam entre os primeiros e mais fortemente convocados, tendo chegado ao Pentágono em 12 de setembro e posteriormente servido no Iraque, Afeganistão e Baía de Guantánamo. Elementos de Maryland da Brigada de Aviação de Combate, 29ª Divisão de Infantaria serviram no Iraque, elementos de Maryland da Brigada de Aviação de Combate, 42ª Divisão de Infantaria serviram no Afeganistão e elementos da Guarda Nacional de Maryland foram anexados à 44ª Brigada Médica / XVIII Corpo Aerotransportado para serviço no Iraque. Maryland também abriga várias unidades de Operações Especiais, mais notavelmente a Companhia B, 2º Batalhão, 20º Grupo de Forças Especiais (Aerotransportado) e Destacamento de Operações Especiais, Forças Conjuntas. Membros dessas unidades foram mobilizados para servir no Afeganistão e no Iraque, bem como na Baía de Guantánamo, em Cuba. Atualmente, o Destacamento de Operações Especiais, Forças Conjuntas foi selecionado e mobilizado para criar o Comando de Operações Especiais para o recém-criado Comando dos Estados Unidos para a África.

### Unidades históricas
- 115° Regimento blindado;
- 158° Regimento de Cavalaria;
- 110° Regimento de Artilharia de Campanha;
- 224° Regimento de Artilharia de Campanha;
- 115° Regimento de Infantaria;
- 175° Regimento de Infantaria;
- 224° Regimento de Aviação;
- 121° Batalhão de Engenheiros.

## Unidades atuais
- Comando das Forças Conjuntas

1. 32d Equipe de Apoio Civil (WMD)
2. 169ª Equipe de Proteção Cibernética
3. Batalhão de Recrutamento e Retenção Guardas Nacionais do Exército de Maryland assistindo a manifestantes reunidos em frente à Prefeitura de Baltimore, 30 de abril de 2015

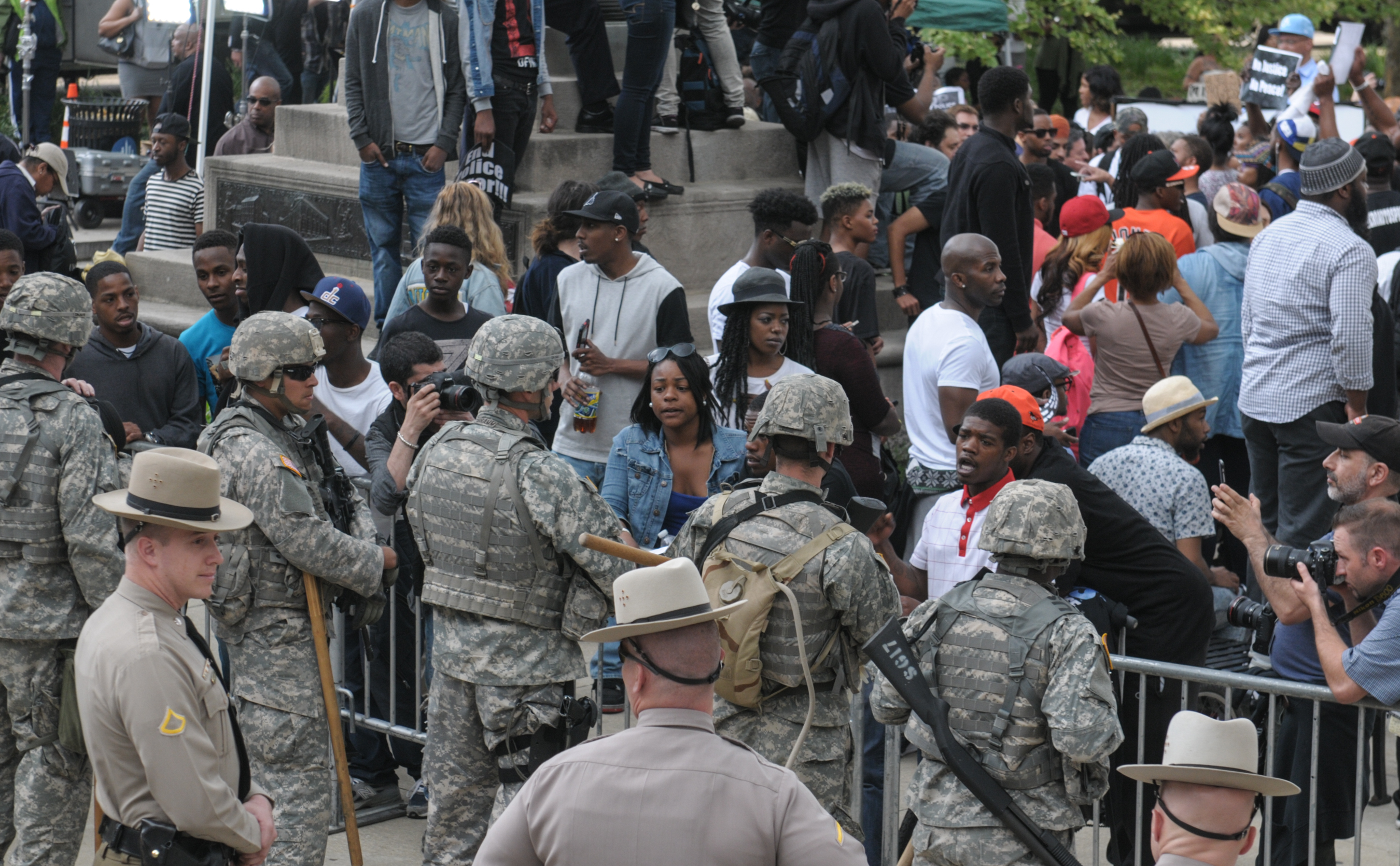
Guardas Nacionais do Exército de Maryland assistindo a manifestantes reunidos em frente à Prefeitura de Baltimore, 30 de abril de 2015

4. Destacamento Médico
5. Centro de treinamento

- 58º Comando de Tropa

1. 1º Batalhão do 175º Regimento de Infantaria, atribuído à 28ª Divisão de Infantaria, Guarda Nacional do Exército da Pensilvânia quando em uso federal
2. 115º Batalhão de Polícia Militar
  1. 200ª Companhia de Polícia Militar
  2. 290ª Companhia de Polícia Militar
  3. 29ª Companhia de Polícia Militar
3. 581º Comando de Tropa
  1. 231ª Companhia Química
  2. 244ª Companhia de Engenheiros (Vertical)
  3. 253d Companhia de Engenheiros (Sapadores)
  4. 229ª Banda do Exército
4. 291º Destacamento de Ligação Digital

- 70º Regimento

1. Destacamento 2, HHD, 2º Batalhão, 20º Grupo de Forças Especiais

- 58ª Brigada de Inteligência Militar Expedicionária

1. 629º Batalhão de Inteligência Militar
2. 110º Batalhão de Operações de Informação
3. Destacamento 1, Companhia de Apoio e Comando, 29ª Divisão de Infantaria
  1. Destacamento 1, Companhia A (Operações), 29ª Divisão de Infantaria
  2. Companhia B (I&S), 29ª Divisão de Infantaria
  3. Companhia C (Sinal), 29ª Divisão de Infantaria
4. Destacamento de Operações Especiais - OTAN/OTAN
5. Companhia B, 2º Batalhão, 20º Grupo de Forças Especiais (Aerotransportado)

- Brigada de Aviação de Combate, 29ª Divisão de Infantaria

1. 1100º TASM-G
2. Elementos dos 1-224º, 2-224º, 1-169º, 1-111º, 3-126º, 2-641º, 248º e 642º Regimentos de Aviação
3. Destacamento 1 (TUAS), Companhia D, BEB, 278º Regimento de Cavalaria Blindada
4. HHC, 1297º Batalhão de Apoio
  1. 29º Destacamento Móvel de Relações Públicas
  2. 1729ª Empresa de Manutenção
  3. 1229ª Companhia de Transportes
  4. 224ª Companhia Médica
  5. 104ª Companhia Médica
  6. 729th Companhia quartelmestre (Suporte Composto) [16]

## Membros notáveis
- Raymond Berry, jogador profissional do Hall da Fama do futebol
- John R. Bolton, representante dos Estados Unidos nas Nações Unidas e conselheiro de segurança nacional de Donald Trump .
- D. John Markey, candidato ao Senado em 1946
- Derrick Miller, sargento do Exército dos EUA condenado à prisão perpétua por assassinato premeditado de civil afegão durante interrogatório no campo de batalha; concedeu liberdade condicional e liberado após 8 anos.
- James Morris, barítono de ópera vencedor do Grammy
- Clinton L. Riggs, Secretário de Comércio e Polícia da Comissão das Filipinas
- H. Steven Blum tenente-general, chefe do Departamento da Guarda Nacional.